# Чибале, Келли
Келли Чибале (англ. Kelly Chibale, 31 марта 1964) — профессор органической химии в Университете Кейптауна, основатель и директор исследовательского центра H3D. В 2018 году он был признан одним из 50 величайших мировых лидеров по версии журнала Fortune. Он исследует целенаправленный поиск ингибиторов. Является доктором философии и членом Королевского химического общества, иностранный член НАН США (2025).

## Ранняя жизнь и образование
Чибале вырос без электричества и водопровода в округе Мпика, Замбия. Он изучал химию в Университете Замбии, который окончил в 1987 году. Чибале работал в Kafironda Explosives в Муфулире. Поскольку в Замбии не было возможности учиться в аспирантуре, он переехал в Кембриджский университет для получения степени доктора философии, работая в группе Стюарта Уоррена по синтетической органической химии оптически активных молекул. Он финансировался стипендией Фонда Кембриджа Ливингстона.

## Исследования и карьера
Получив степень доктора философии, Чибейл поступил в Ливерпульский университет в качестве британского научного сотрудника сэра Уильяма Рамзи. Он разработал оптически активные спирты с использованием лантаноидов. В 1994 году он присоединился к Исследовательскому институту Скриппса, создавая сложные природные молекулы из органических строительных блоков. Он начал изучать ингибиторы ангиогенеза, которые могут быть использованы для остановки развития новых кровеносных сосудов раковыми клетками. Вдохновленный медицинской химией, Чибале вернулся в Африку в 1996 году, присоединившись к исследовательской группе Джеймса Булла. В 2002 году он поступил в Калифорнийский университет в Сан-Франциско в качестве стипендиата Фонда Сэндлера. Он был избран профессором в 2007 году и пожизненным членом Университета Кейптауна в 2009 году. Его группа изучает методы лечения ВИЧ, рака, малярии и гипертонии. Он организовал программы сотрудничества и обмена для южноафриканских студентов, чтобы научиться превращать фундаментальную науку в потенциальные продукты. Он был избран членом Королевского общества Южной Африки в 2009 году.
В 2010 году он основал H3D, первый центр по поиску лекарств в Университете Кейптауна. Исследовательская программа привлекла значительное внимание средств массовой информации и была поддержана Биллом Гейтсом. В 2008 году он взял творческий отпуск, работая стипендиатом Программы Фулбрайта в Пенсильванском университете и Pfizer. В 2012 году группа Чибале обнаружила MMV390048, аминопиридиновое соединение, которое можно использовать для однократного лечения малярии. Это был первый противомалярийный препарат, который вошёл в фазу 1 исследований на людях в Африке. В 2016 году они обнаружили другое противомалярийное соединение, UCT943. Он написал для The Conversation статью о том, как исследования лекарственных препаратов в Африке могут создать условия для инноваций в области здравоохранения на континенте.
Сегодня он возглавляет кафедру разработки лекарств в Университете Кейптауна. В 2018 году H3D заключила партнёрство с Merck & Co. для создания исследовательского потенциала Африки.
В 2016 году Королевское химическое общество признало его одним из 175 лиц химии. Он был избран членом Королевского химического общества в 2014 году.